# Metroul din Moscova
Metroul din Moscova (în limba rusă: Московский метрополитен) a fost inaugurat la 15 mai 1935.

## Linii

Harta liniilor de metrou din Moscova

| Index & culoare | Numele în română            | Numele în rusă             | Data intrării în funcțiune | Extensii | Lungime  | Stații |
| --------------- | --------------------------- | -------------------------- | -------------------------- | -------- | -------- | ------ |
| &               | &                           | &                          | &                          | 0        | 0        | 0      |
| z               | zz                          | ФФ                         | z                          | 9999     | 99       | 99     |
| 01              | Sokolniceskaia              | Сокольническая             | 1935                       | 1990     | 32,6 km  | 22     |
| 02              | Zamoskvorețkaia             | Замоскворецкая             | 1938.09                    | 2012     | 39,9 km  | 22     |
| 03              | Arbatsko-Pokrovskaia        | Арбатско-Покровская        | 1938.03                    | 2012     | 45,1 km  | 22     |
| 04              | Filiovskaia                 | Филёвская                  | 1958.11 1                  | 2006     | 14,9 km  | 13     |
| 05              | Kolțevaia                   | Кольцевая                  | 1950                       | 1954     | 19,3 km  | 12     |
| 06              | Kalujsko-Rijskaia           | Калужско-Рижская           | 1958.05                    | 1990     | 37,6 km  | 24     |
| 07              | Tagansko-Krasnopresnenskaia | Таганско-Краснопресненская | 1966                       | 2014     | 40,5 km  | 22     |
| 08              | Kalininskaia                | Калининская                | 1979                       | 2014     | 19,7 km  | 10     |
| 09              | Serpuhovsko-Timiriazevskaia | Серпуховско-Тимирязевская  | 1983                       | 2002     | 41,2 km  | 25     |
| 10              | Liublinsko-Dmitrovskaia     | Люблинско-Дмитровская      | 1995.12                    | 2011     | 28,0 km  | 17     |
| 11              | Kahovskaia                  | Каховская                  | 1995.11 2                  |          | 3,3 km   | 3      |
| l1 3            | Butovskaia                  | Бутовская                  | 2003                       | 2014     | 10,0 km  | 7      |
| Total:          | Total:                      | Total:                     | Total:                     | Total:   | 333,4 km | 200    |

## Evoluția magistralelor

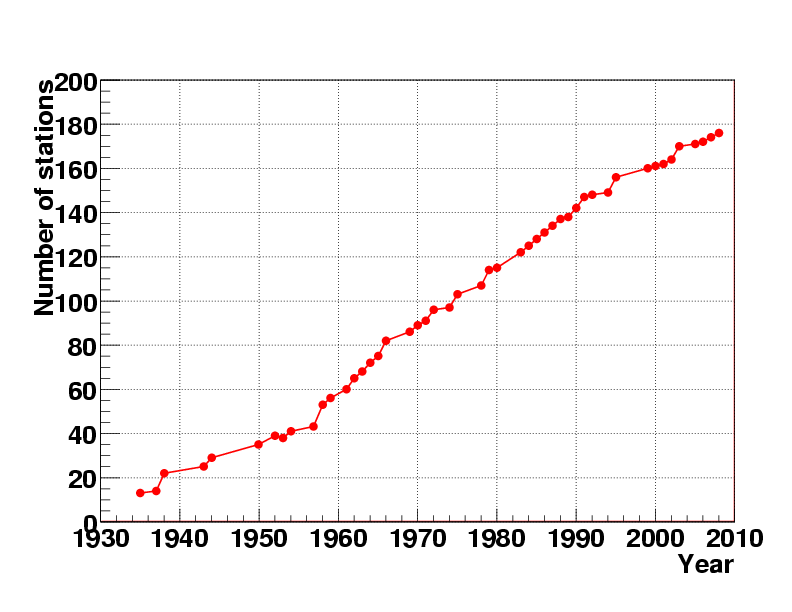
Evoluția în timp a stațiilor de metrou

În ultimii ani metroul din Moscova s-a extins pe multe linii cum ar fi Linia Serpuhovsko-Timiriazevskaia de la Prajskaia la Strada Akademika Ianghelia (2000), Annino (2001) și Bulevardul Dmitri Donskoi (2002), ceea ce a făcut ca numărul pasagerilor să se dubleze. Cea mai nouă linie este Linia de Metro ușor Butovskaia, inaugurată în 2003.

## Aspectul stațiilor

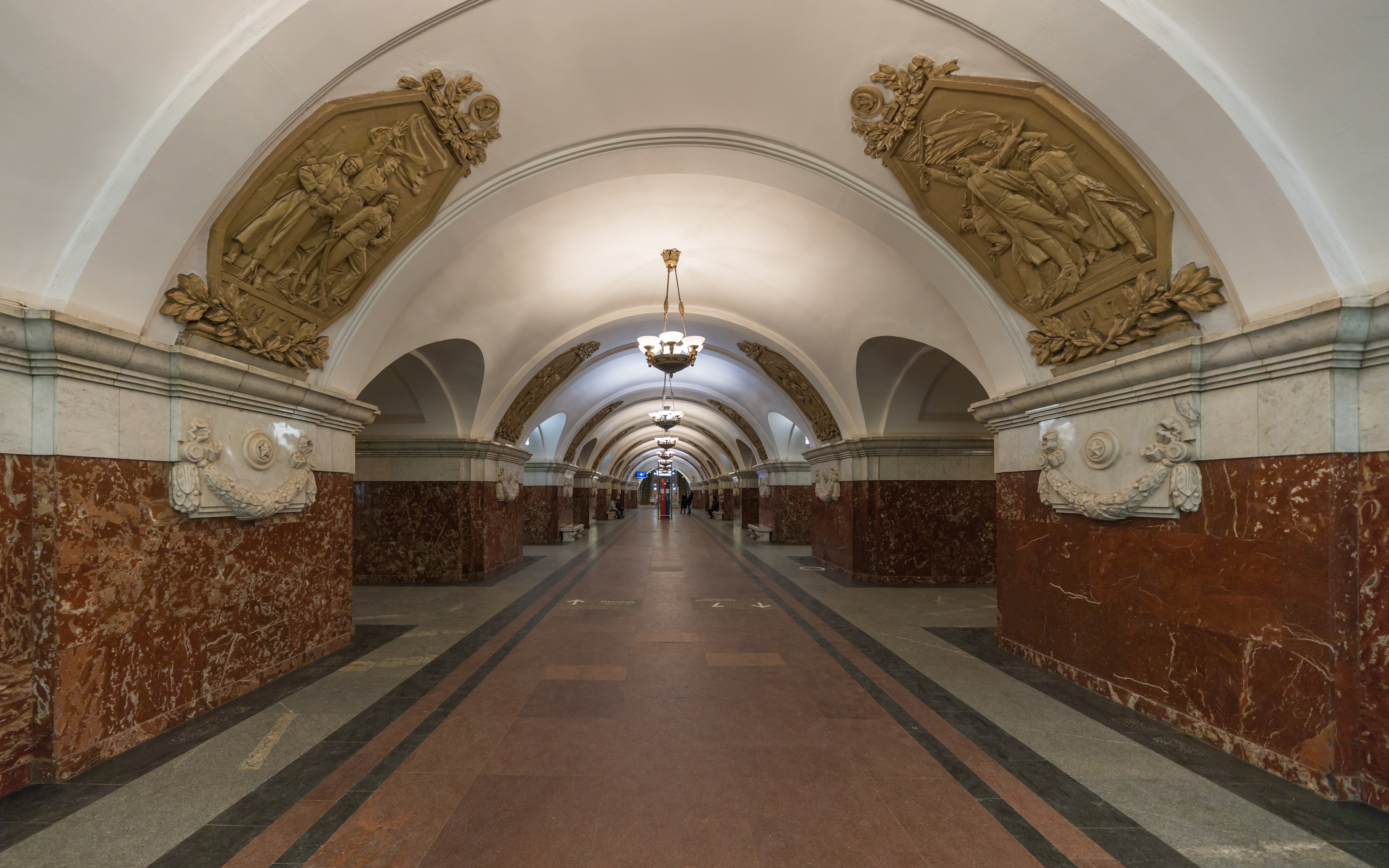
Stația Krasnopresnenskaia

Stațiile metroului din Moscova prezintă multe sculpturi și monumente istorice în interiorul lor.